# Cuadrangular de Concepción 1970
Cuadrangular de Concepción 1970 corresponde al segundo torneo amistoso de fútbol de carácter internacional que se desarrolla en la ciudad penquista. 
Jugado durante el mes de febrero y fue ganado por Górnik Zabrze de Polonia.

## Datos de los equipos participantes
| Equipo              | Calidad                                                                                          |
| ------------------- | ------------------------------------------------------------------------------------------------ |
| Deportes Concepción | Anfitrión y séptimo lugar en la Serie o Zona B del Nacional de la Primera División de Chile 1969 |
| Colo-Colo           | Invitado y quinto lugar de la Primera División de Chile 1969                                     |
| Huachipato          | Invitado y cuarto lugar Serie o Zona B del Nacional de la Primera División de Chile 1969         |
| Górnik Zabrze       | Invitado y campeón de la Copa de Polonia 1969                                                    |

### Modalidad
El torneo se jugó en una sola rueda de tres fechas, en jornadas dobles, bajo el sistema de todos contra todos, resultando campeón aquel equipo que acumulase más puntos en la tabla de posiciones.

## Partidos

### Primera fecha
| 13 de febrero de 1970 | Huachipato | 0:0 | Colo-Colo | Estadio Municipal de Concepción, Concepción               |  |
|                       |            |     |           | Asistencia: 15.114 espectadores Árbitro(s): Juan Carvajal |  |

| 13 de febrero de 1970 | Deportes Concepción | 1:1 | Górnik Zabrze            | Estadio Municipal de Concepción, Concepción                      |                                                                  |
|                       | Osvaldo Castro 55'  |     | Włodzimierz Lubański 70' | Asistencia: 15.114 espectadores Árbitro(s): Carlos Robles Robles | Asistencia: 15.114 espectadores Árbitro(s): Carlos Robles Robles |

### Segunda fecha
| 17 de febrero de 1970 | Deportes Concepción                     | 2:0 | Huachipato | Estadio Municipal de Concepción, Concepción                |                                                            |
|                       | Ramón González 16' · Osvaldo Castro 89' |     |            | Asistencia: 12.154 espectadores Árbitro(s): Ricardo Romero | Asistencia: 12.154 espectadores Árbitro(s): Ricardo Romero |

| 17 de febrero de 1969 | Górnik Zabrze                                            | 4:1 | Colo-Colo         | Estadio Municipal de Concepción, Concepción                      |                                                                  |
|                       | Włodzimierz Lubański 35', 62' · Deja 72' · Szarinski 84' |     | Víctor Zelada 56' | Asistencia: 12.154 espectadores Árbitro(s): Carlos Robles Robles | Asistencia: 12.154 espectadores Árbitro(s): Carlos Robles Robles |

### Tercera fecha
| 20 de febrero de 1970 | Górnik Zabrze                      | 3:2 | Huachipato                | Estadio Municipal de Concepción, Concepción                |                                                            |
|                       | Włodzimierz Lubański 33', 60', 82' |     | Henríquez 48' · Ortíz 54' | Asistencia: 11.239 espectadores Árbitro(s): Ricardo Romero | Asistencia: 11.239 espectadores Árbitro(s): Ricardo Romero |

| 20 de febrero de 1970 | Deportes Concepción | 1:0 | Colo-Colo | Estadio Municipal de Concepción, Concepción             |                                                         |
|                       | Osvaldo Castro 3'   |     |           | Asistencia: 11.239 espectadores Árbitro(s): Hugo Gálvez | Asistencia: 11.239 espectadores Árbitro(s): Hugo Gálvez |

## Tabla de posiciones
| Pos | Equipo              | PJ | PG | PE | PP | GF | GC | Dif | Pts |
| --- | ------------------- | -- | -- | -- | -- | -- | -- | --- | --- |
| 1   | Górnik Zabrze       | 3  | 2  | 1  | 0  | 8  | 4  | 4   | 5   |
| 2   | Deportes Concepción | 3  | 2  | 1  | 0  | 4  | 1  | 3   | 5   |
| 3   | Huachipato          | 3  | 0  | 1  | 2  | 2  | 5  | -3  | 1   |
| 4   | Colo-Colo           | 3  | 0  | 1  | 2  | 1  | 5  | -4  | 1   |

PJ=Partidos jugados; PG=Partidos ganados; PE=Partidos empatados; PP=Partidos perdidos; GF=Goles a favor; GC=Goles en contra; Dif=Diferencia de gol; Pts=Puntos
|  | Campeón |

## Campeón
| Poland        |
| Górnik Zabrze |